# リコ・グルダ
リコ・グルダ（Rico Gulda, 1968年4月9日 - ）は、オーストリアのピアニスト・指揮者。名ピアニスト、フリードリヒ・グルダが2度目の妻・祐子との間にもうけた2人目の息子である。
ドイツのミュンヘンに育ち、5歳でピアノの稽古を始める。ウィーン高等音楽院に学ぶかたわら、実父のほかオレグ・マイセンベルクやディミトリー・バシキーロフにも薫陶を受ける。ウィーン・フィルハーモニー管弦楽団、ザルツブルク・モーツァルテウム管弦楽団、リンツ・ブルックナー管弦楽団、ベルギー国立管弦楽団などの著名な演奏団体と共演して職業音楽家の道を進んだ。バリトン歌手のフロリアン・プライとは、音楽家同士としても、また個人的な友人としても長い付き合いを続けている。異母兄パウルのほかマルタ・アルゲリッチ、ルノー・カプソン、クリスティアン・アルミングらとも共演した。
数々のCDの中でも、とりわけシューベルトやシューマン、モーツァルトの録音は評価が高い。音楽プロデューサーや国際的なマネージャーとしても活動している。
現在はウィーンに住み、結婚して一女の父親となっている。